# Nanométrologie

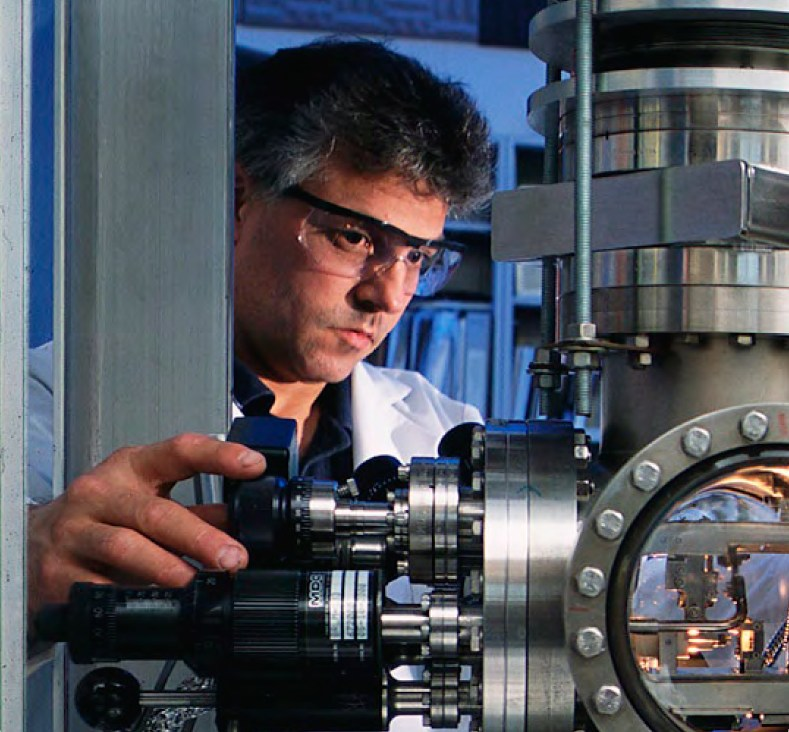
Recherche en nanométrologie de nouvelle génération.

Dans le domaine de la métrologie, la nanométrologie est l'ensemble des techniques visant à mesurer diverses dimensions (submicrométriques) du monde des nanomatériaux. La nanométrologie dimensionnelle est définie en France par le LNE comme étant « la science et la pratique de la mesure des dimensions caractéristiques d’objets, des distances et des déplacements dans la gamme allant de 1 nm à 1 000 nm ».

## Nouveaux domaines et enjeux
La nanométrologie a émergé dans les années 1980 et elle doit pouvoir s'adapter :
- à des besoins de mesures quantitative et qualitative générés par les nanotechnologies qui se développent dans les domaines des biotechnologies, des transports, communications, microélectronique, microlithographie, de la pharmacochimie, de l'agroalimentaire, et de certains modes de production ou stockage d'énergies… et les besoins d'évaluation (toxicologiques et écotoxicologiques) afférents à ces secteurs. La nanotoxicologie nécessite en particulier de pourvoir mesurer ce sur quoi elle porte ;
- à différents états de la matière (poudre, aérosol ou quasi-gaz, suspension liquide, gel) à des changements de phase et qui concerne des matériaux ou molécules possédant des propriétés particulières induites par leur taille et leur structure nanométrique ;
- à différents nanomatériaux dont nanocomposites, matériaux dits nanostructurés (en surface ou en volume) ou nanorenforcés, nanoparticules (NP) (métaux, céramiques, matériaux diélectriques, oxydes magnétiques, polymères divers, carbones, etc.), seuls ou en formes ou structures composites ;
- aux nanoparticules d'origine naturelle, accidentelles (explosion, incendies, réactions chimiques accidentelles, pollution) ou issues de processus de production (dont soudage, fumage d'aliments, polissage, vapeurs dues à des plasmas, agitation par micro-ondes ou températures élevées, etc.

## Nouveaux besoins
La mesure nanométrique nécessite de nouveaux étalons de référence car elle doit porter sur des aspects mono-, bi- ou tridimensionnels (par exemple pour les nanotubes de carbone ou des aspects tels que la résistance, réactivité catalytique, chimique ou biologique, la biopersistance du produit, etc.
Pour améliorer le suivi et la sécurité des nanotechnologies, les normaliser et mieux évaluer leurs impacts, les chercheurs tentent de mettre au point un matériel capable d'analyser l'ensemble des paramètres importants, par exemple pour suivre la teneur en nanoparticule de l'air ou d'un autre fluide, tout en identifiant les atomes présent, et la structure ou le comportement et les interactions de ces particules (entre elles et avec leur environnement).
Plusieurs pistes sont explorées pour la mesure de flux, de quantité de nanoparticules, de rugosité, d'état de surface et de « pas de réseau » d'écoparticules ou écomatériaux, avec notamment :
- amélioration de la microscopie ; microscopie à champ proche, microscope électronique, microscope à effet tunnel (STM), microscopes à force atomique (AFM, dont microscopie de force atomique métrologique), microscope interférométrique utilisant la diffraction ;
- amélioration et invention de capteurs nanométriques pour des mesures dimensionnelles de haute résolution ;
- amélioration et invention de capteurs thermiques pour une micro-thermographie à résolution submicronique (par caméra à comptage de photons dans l'infrarouge[2]).

## Utilité
La nanométrologie est nécessaire :
- aux progrès de la physique, de la chimie et de la science des matériaux ;
- aux nanotechnologies ;
- à l'évaluation des risques toxicologiques et écotoxicologiques induites par les très petites particules (nanoproduits et nanomatériaux souvent 100 000 fois plus petits qu'une cellule humaine moyenne).

## Difficulté
À ces échelles, la microscopie optique est dépassée, et l'interférométrie ou les autres moyens de mesures peuvent être perturbés par de très faibles vibrations, de faibles écarts de température, des difficultés de nanopositionnement des capteurs ou des échantillons à étudier, le mouvement brownien, qui peuvent conduire à des incertitudes importantes de certaines mesures.
La nanométrologie doit encore faire face au manque de standardisation et de constance des mesures d'un laboratoire à l'autre voire pour un même instrument.

## Caractérisation des aérosols de nanoparticules
Aucun matériel ne permet de mesurer à lui seul les paramètres importants permettant de caractériser les aérosols de nanoparticules, tels que la distribution granulométrique, la concentration, la morphologie, la nature chimique etc,. Cependant, des déductions sont possibles sur la base du couplage de différentes techniques de mesure.
Mesure de la concentration en masse et de la distribution granulométrique en masse
- La microbalance à élément oscillant précédée ou non d’un sélecteur granulométrique (TEOM, en anglais Tapered element oscillating microbalance) mesure en temps réel la concentration massique d'un nanoaérosol.
- Des impacteurs en cascade (à point de prélèvement fixe de type DLPI, MOUDI, ou individuels de type Marple, SIOUTAS) associés à une analyse gravimétrique sur chacun des étages de collecte permettent la détermination de la distribution en masse des aérosols (de nanoparticules) avec une résolution variable et couvrant une gamme de tailles de quelques dizaines de nm à quelques dizaines de µm. Au sein de ces dispositifs de collecte, des dépôts (pertes) de particules peuvent légèrement modifier la distribution granulométrique[6]. Lorsque la résolution en taille est insuffisante, des outils d’inversion des données peuvent être utilisés[7].

Mesure de la concentration en nombre et de la distribution granulométrique en nombre
- Le CNC (compteur de noyaux de condensation) mesure la concentration en nombre de particules, en temps réel et dans une plage de diamètres des particules spécifiée, généralement de quelques nm à quelques µm. Un modèle (P-Trak) inclut une présélection avec une limite supérieure de 1 000 nm. Différentes technologies (géométries, modes de fonctionnement et fluides de travail) existent ; la vérification du bon fonctionnement d’un appareil par comparaison à un instrument étalonné de référence peut en outre être réalisée au moyen d’une installation adaptée[8].
- Les analyseurs de mobilité électrique (SMPS, Scanning Mobility Particle Sizer, Nanoscan, FMPS) détectent la concentration en nombre, en temps réel et selon le diamètre de mobilité des particules, dans une gamme de tailles entre quelques nm et environ 1 µm[9].
- La Microscopie électronique reste une source d’information (en mesure différée) sur la distribution granulométrique et dans une moindre mesure sur la concentration en nombre des particules constituantes de l’aérosol.
- L'impacteur électrique à basse pression (ELPI, Electrical Low Pressure Impactor) donne en temps réel la distribution granulométrique de l’aérosol selon le diamètre aérodynamique, sur la base d’un courant mesuré. Les échantillons collectés sur les différents étages peuvent en outre être analysés au laboratoire. Si la charge et la masse volumique des particules sont connues ou modélisées, la concentration massique peut également être déduite[10].

Mesure de la surface spécifique des aérosols de nanoparticules
- Une approche basée sur l’utilisation d’images de microscopie électronique (dont à transmission) peut offrir des indications quant à la surface spécifique des particules[11] moyennant la mesure de la distribution en taille des particules primaires.
- Le spectromètre de mobilité électrique (SMPS, Scanning Mobility Particle Sizer) offre en temps réel des données sur le diamètre de mobilité et la taille, permettant d'évaluer la concentration en surface et en masse[12], et d’en déduire ainsi la surface spécifique.

Mesure de la densité des nanoparticules dispersées dans l’air
Paramètre d’influence régissant le comportement des particules dans l’air (sédimentation, diffusion, coagulation, agglomération) ou leur dépôt dans l’appareil respiratoire, la densité des nanoparticules peut être déterminée par différentes approches. Cette grandeur permet également de relier les distributions en nombre aux distributions en masse. Cependant, la majorité des approches pour accéder à la densité met en œuvre un couplage de techniques complexes,.
Mesure de la concentration en surface des aérosols de nanoparticules
La famille des chargeurs par diffusion est basée sur une relation entre la surface des particules et le nombre de charges électriques qu’elles portent. La mesure d’un courant permet ainsi de calculer la concentration en surface (µm2/cm3 d’air) des nanoparticules dispersées dans l’air.
Mesure de la taille moyenne et de la concentration en nombre des nanoparticules dispersées dans l’air
Des versions portatives des chargeurs par diffusion, adaptées à la mesure individuelle et dans différents environnements, ont été récemment développées. Outre la concentration en surface des particules, ces appareils renvoient également la concentration en nombre et le diamètre moyen des particules. Leurs performances ont fait l’objet d’études dans diverses situations,,.

## NanoMet: la nanométrologie pour les PME
Au début de l'année 2014, une action collective est initiée par le Ministère du Redressement Productif pour améliorer la faisabilité des procédés impliquant des nanomatériaux au sein des PME françaises. Regroupant trois laboratoires (LNE, CEA-PNS et Mines-ParisTech) et trois PME (NanoCeram, NanoThinking et Reactiv'IP), le projet NanoMet souhaite se concentrer sur les besoins des
PME et sur les moyens dont elles disposent afin de répondre au mieux à leurs problématiques.
Pour plus d'information, consulter le site internet du projet.